# Dirijabil

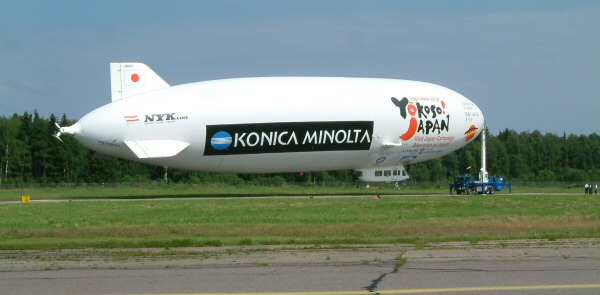
Zeppelinul LZ N07-100

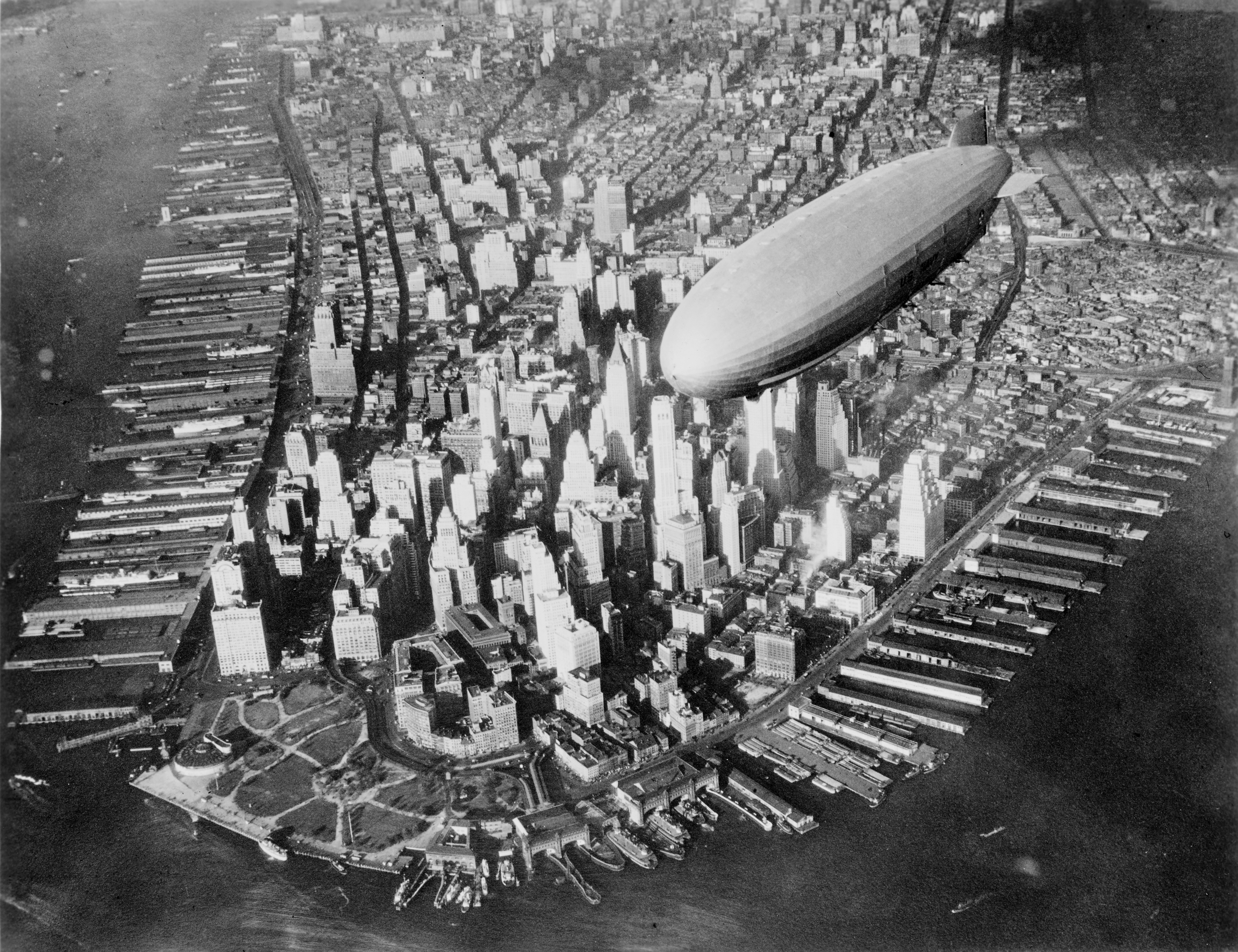
USS Akron (ZRS-4) deasupra Manhattanului (1931-1933)

Dirijabilul este un aerostat cilindric de secțiune circulară sau ovală, cu extremitățile alungite, umplut cu gaz ușor (hidrogen sau heliu) sau cu aer cald, dispunând de organe de propulsie și comandă care îi asigură deplasarea în orice direcție, la diferite altitudini, fără a fi la discreția curenților atmosferici cum este cazul baloanelor libere.

## Tipuri de dirijabile
1. Rigid (zepelin), având un schelet metalic (care menține forma vehiculului) îmbrăcat cu un material textil.
2. Nerigid, având un  înveliș asemănător unui balon, forma sa fiind menținută de presiunea gazului din interior.
3. Semirigid, un dirijabil nerigid, dar care având o chilă fixă sub camera de gaz.

Elementul comun pentru toate dirijabilele este sistemul de propulsie (motor și elice, prin care se diferențiază de baloane) care permite pilotului să le conducă.

## Istoric
În secolul al XVIII-lea, mai exact în iunie 1783, Joseph-Michel și Jacques-Étienne Montgolfier, fiii unui bogat fabricant de hârtie din Annonay (Franța), au construit și au lansat în piața orașului natal primul balon cu aer cald. El a plutit aproape 10 minute, apoi a aterizat. În luna septembrie a aceluiași an ei au lansat la Versailles un alt balon, în nacela căruia au pus un cocoș, o rață și o oaie. Toate animalele au supraviețuit celor 8 minute de zbor fără să fie afectate.

Dirijabilul construit de inginerul francez Dupuy de Lôme în primul zbor din 2 februarie 1872

Tot în Franța, la 21 noiembrie 1783, a avut loc primul zbor cu balonul având oameni în nacelă: Pilâtre de Rozier și marchizul d'Arlandes. Balonul a fost lansat de pe castelul Muette și a plutit deasupra Parisului circa 8 km. După 25 minute de zbor el a aterizat forțat, fiindcă balonul a luat foc.
La 1 decembrie 1783 a fost testat primul balon cu hidrogen, care a plutit circa 24 km timp de 45 minute. Acest tip de balon se folosește și în prezent, fiind cunoscut sub numele de charlière (după profesorul Jaques Charles).
Baloanele aveau un mare neajuns: ele nu puteau fi dirijate. Pentru aceasta era nevoie de o metodă de propulsare. În 1852 francezul Henri Giffard a fost primul care a combinat forța ascensională cu forța de propulsie. El a folosit un propulsor cu aburi, iar în loc de aer cald a folosit hidrogen. Deoarece balonul putea fi dirijat, a fost denumit „dirijabil” (de la latinescul dirigere, „a dirija”).
Aproape zece ani mai târziu, ofițerul german Ferdinand von Zeppelin achiziționează de la un inventator croat, David Shwarz, un proiect pentru dirijabilul cu schelet de aluminiu. Așa au apărut dirijabilele Zeppelin. Ele erau construite de firma germană Luftschiffbau Zeppelin GmbH. Între anii 1899—1938 s-au construit aproximativ 119 zeppeline care aveau seria LZ, (de exemplu celebrul LZ 127, cunoscut sub numele Graf von Zeppelin).
La 29 ianuarie 1916, în timpul primului război mondial, Parisul este bombardat pentru prima dată de zeppelinele germane.
În 1937, odată cu prăbușirea dirijabilului LZ 129 Hindenburg la Lakehurst, New Jersey (SUA), era giganticelor aeronave dirijabile a luat sfârșit.
În februarie 2014, compania britanică Hybrid Air Vehicles și-a prezentat planurile de a readuce dirijabilul printre mijloacele de transport aerian pentru marfă și pasageri. Dirijabilul denumit Airlander a fost construit inițial pentru armata SUA sub numele LEMV (Long Endurance Multi-Intelligence Vehicle) și a zburat pentru prima dată în luna august 2012. Hybrid Air Vehicles susține că Airlander va fi asamblat până la sfârșitul anului 2014, va zbura la începutul anului 2015, iar primul zbor pentru pasageri este programat în 2016.

## Zepelinele

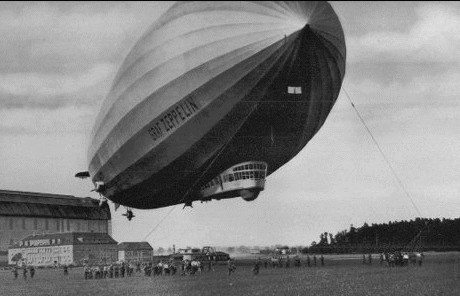
Dirijabilul LZ 127 „Graf von Zeppelin”

Zepelinele au fost primele aerostate dirijabile folosite cu succes în aeronautică. Denumirea provine de la constructorul lor, Ferdinand von Zeppelin. Erau folosite între anii 1900 - 1940 la transportul de persoane sau mărfuri, cât și în scopuri militare. Succesul lor, în comparație cu alte tipuri de dirijabile, a fost atât de mare încât constructorul a atras un număr mare de investitori, putând astfel să mărească dimensiunile zepelinului și să le fabrice în serie.

### Probleme
Ferdinand von Zeppelin a părăsit cariera militară în anul 1890, la vârsta de 52 de ani, ca să se poată consacra proiectului său, construirea unui dirijabil, care va lua numele inventatorului său: Zeppelin. Eforturile sale au fost încununate de succes, astfel încât la data de 13 august 1898 i se acordă patentul imperial No. 98580 pentru construirea primului balon dirijabil cu motor. Schița dirijabilului, patentată la 31 august 1895, avea următoarele caracteristici mai importante:
- un schelet din bare subțiri rigide de aluminiu, cu inele și bare intermediare de sprijin;
- spațiul pentru gaz împărțit în mai multe celule cilindrice;
- posibilitatea dirijării navei cu ajutorul unor ampenaje verticale și orizontale;
- două nacele de tip „gondole” (germ. gondel) separate, legate între ele printr-un schelet rigid;
- nava era propulsată de o elice montată la înălțime, unde rezistența aerului atingea valoarea maximă;
- posibilitatea de a putea cupla în lanț mai multe nave (ca la tren), lucru care însă nu a fost pus niciodată în practică.